# Christus-König-Kirche (Bockum-Hövel)
Die Christus-König-Kirche in Hövel ist eine römisch-katholische Filialkirche. Die einstmals selbstständige Christus-König-Gemeinde ist heute Teil der Gemeinde Heilig Geist.

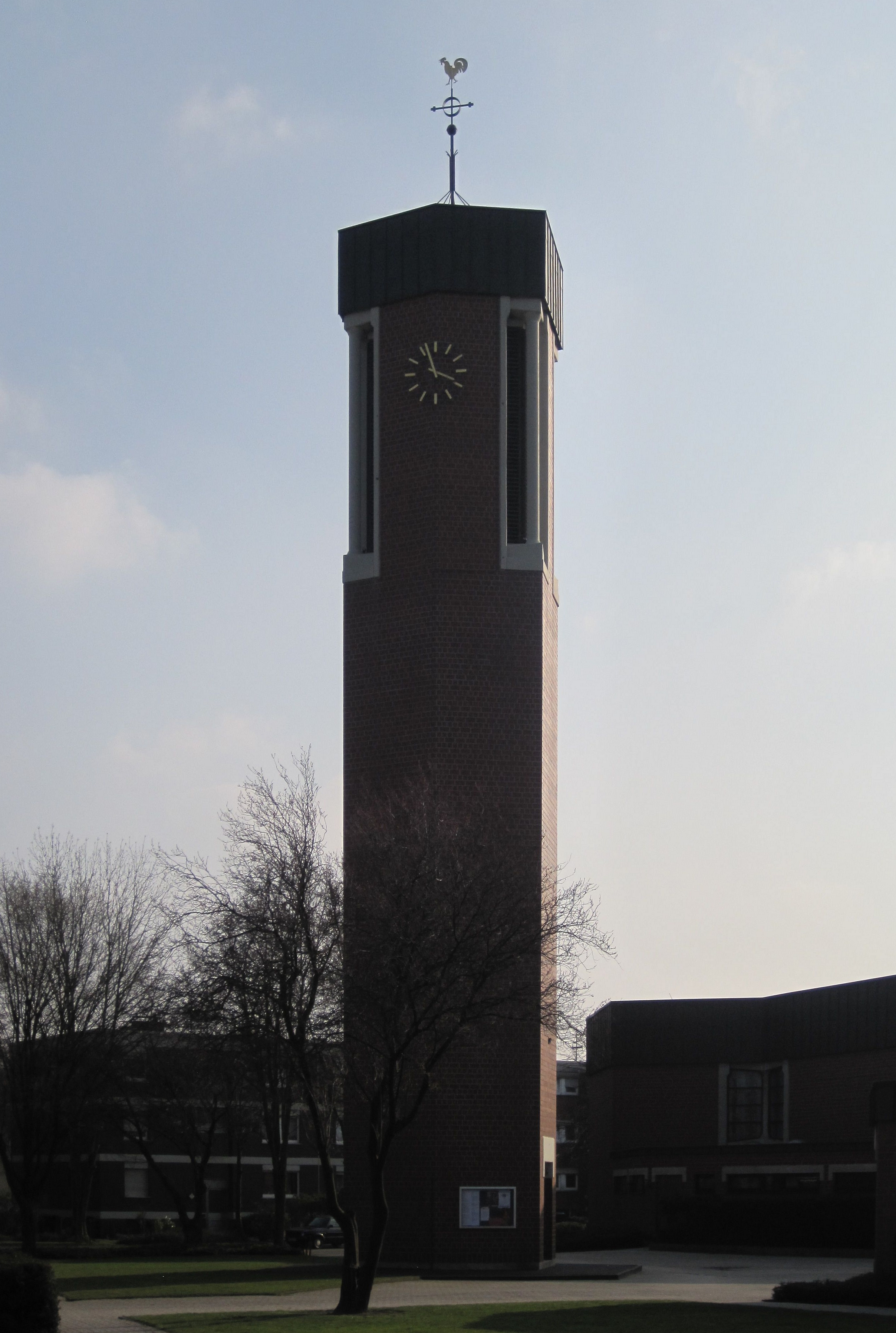
Turm.

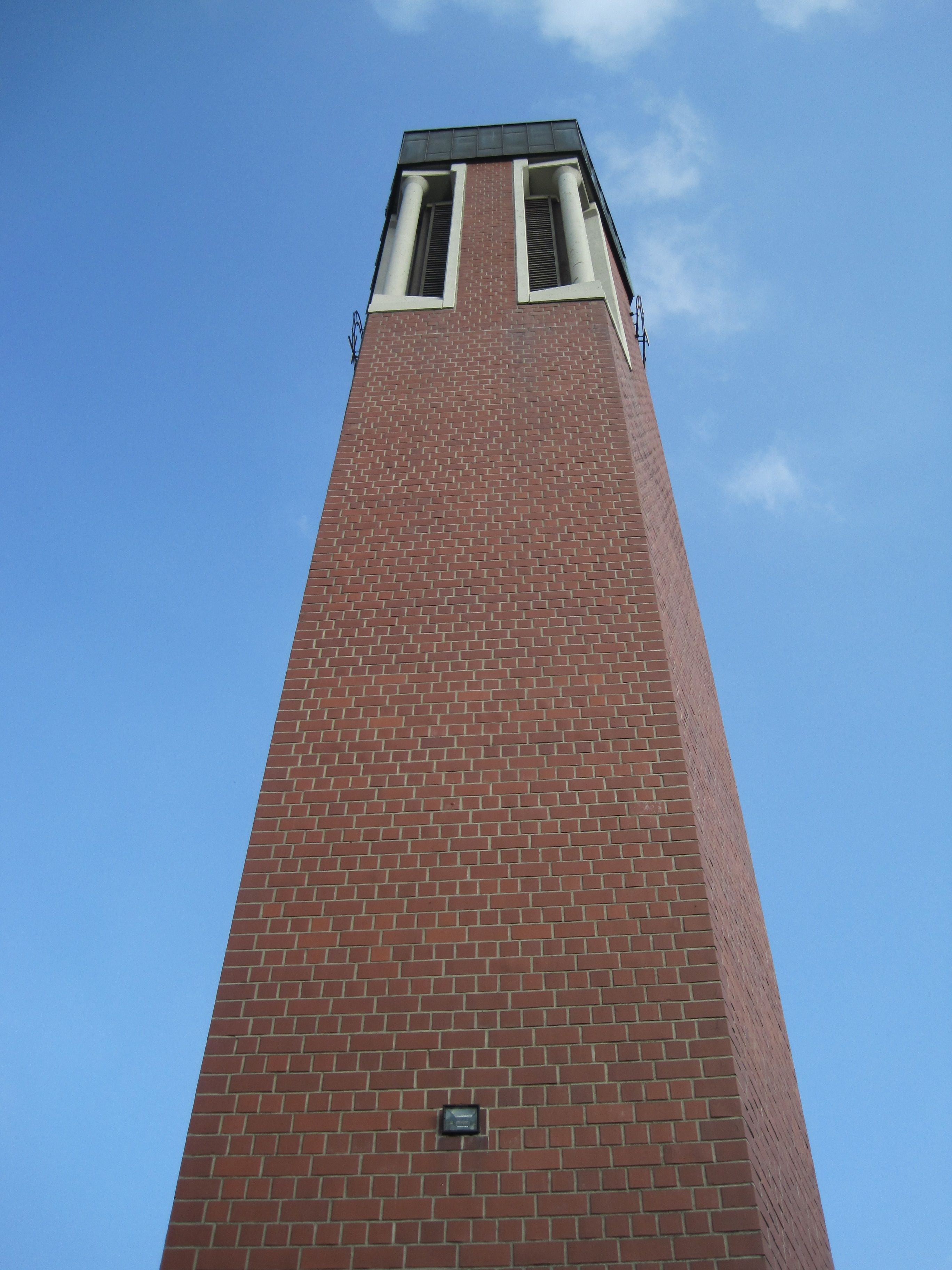
Turm Rückseite.

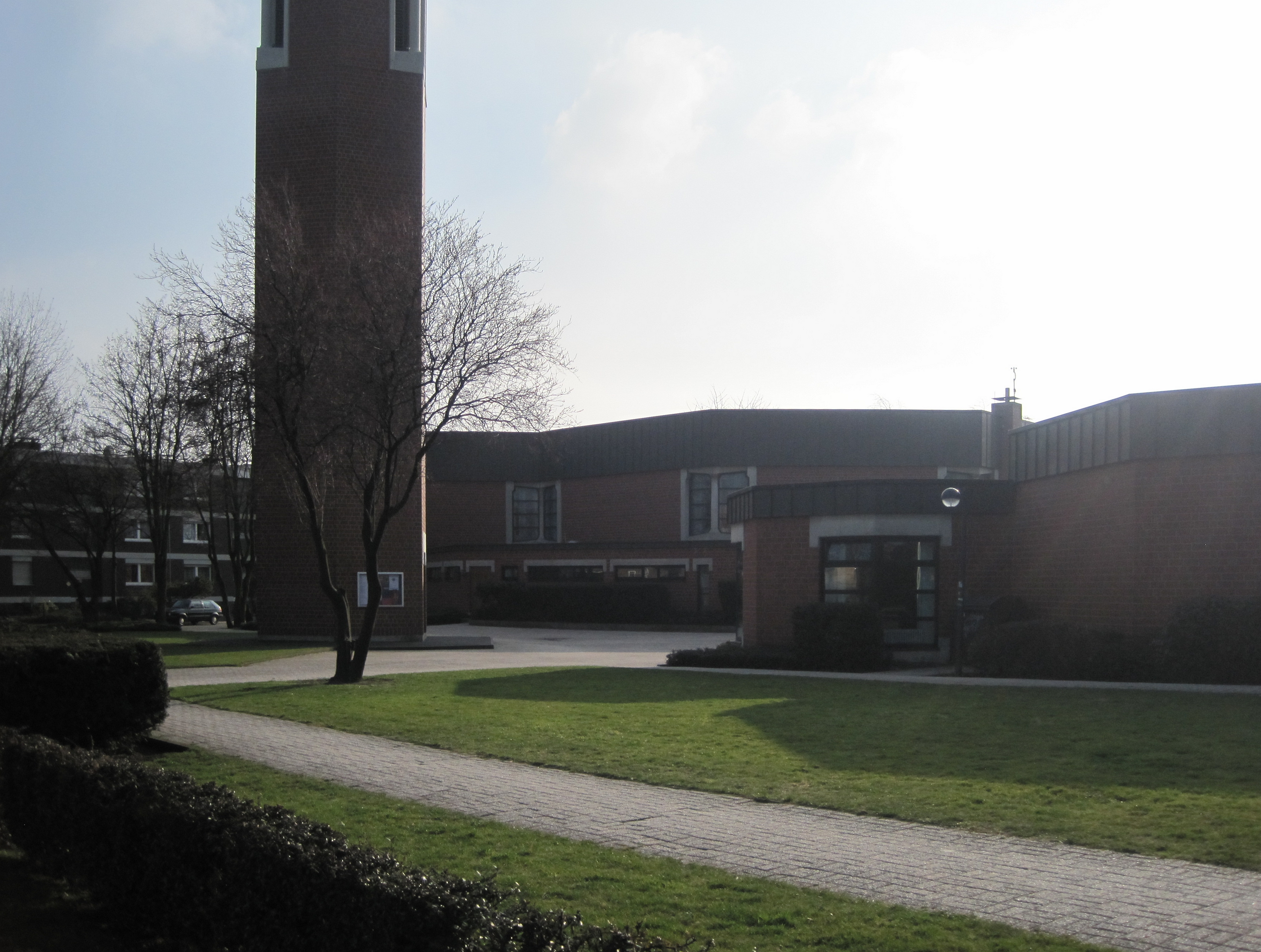
Innenhof.

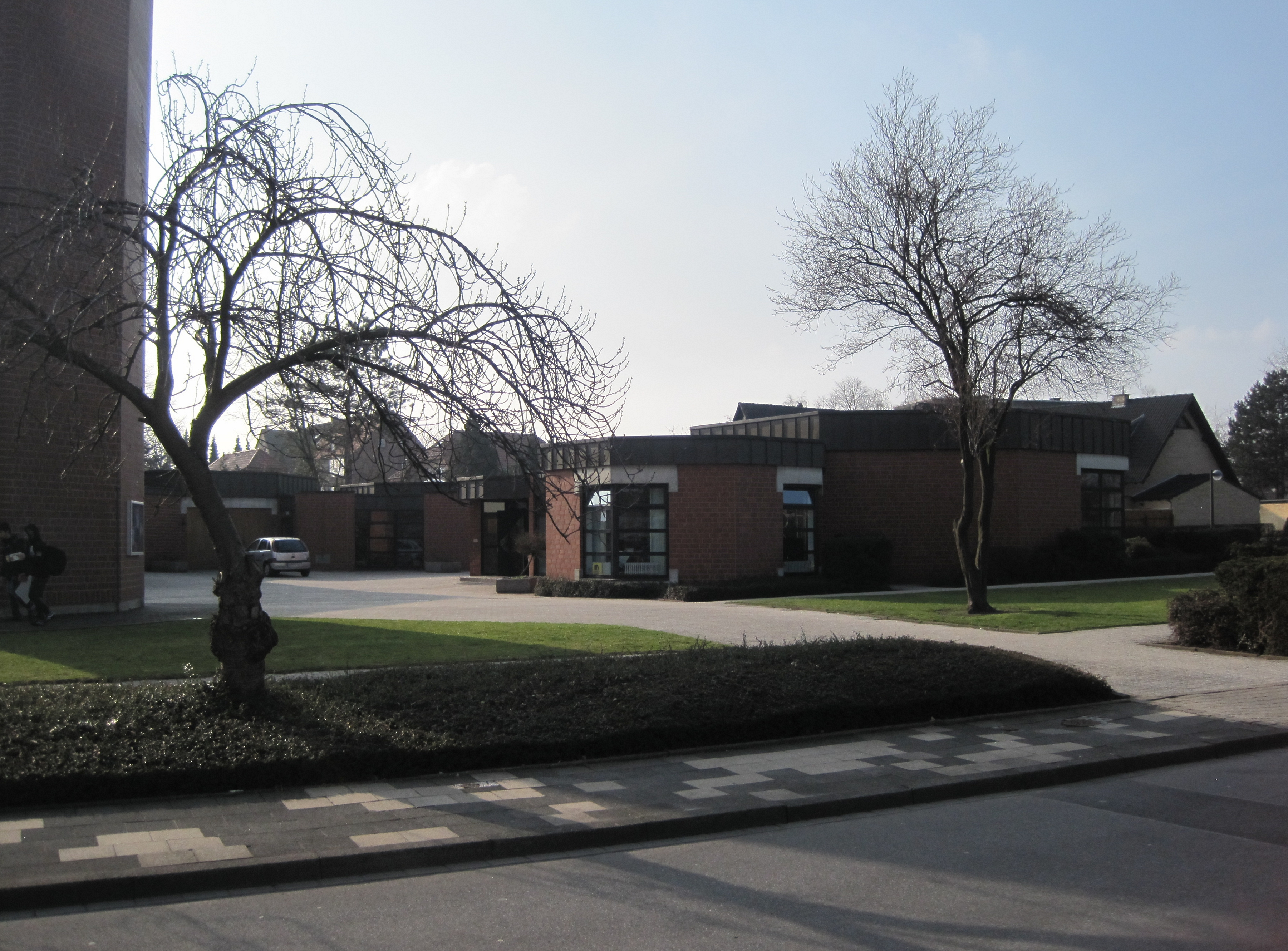
Kirche und Anbauten.

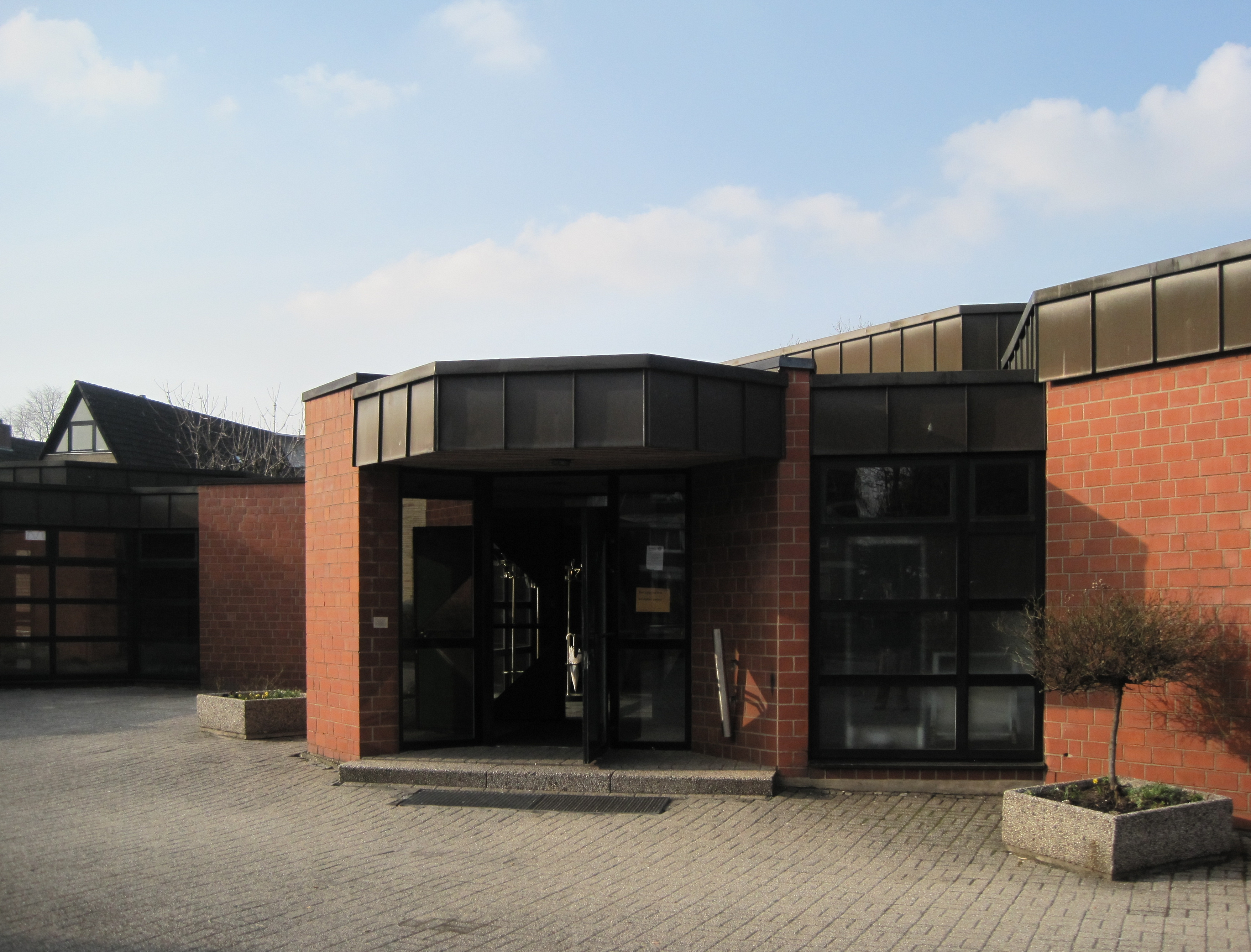
Eingangsbereich.

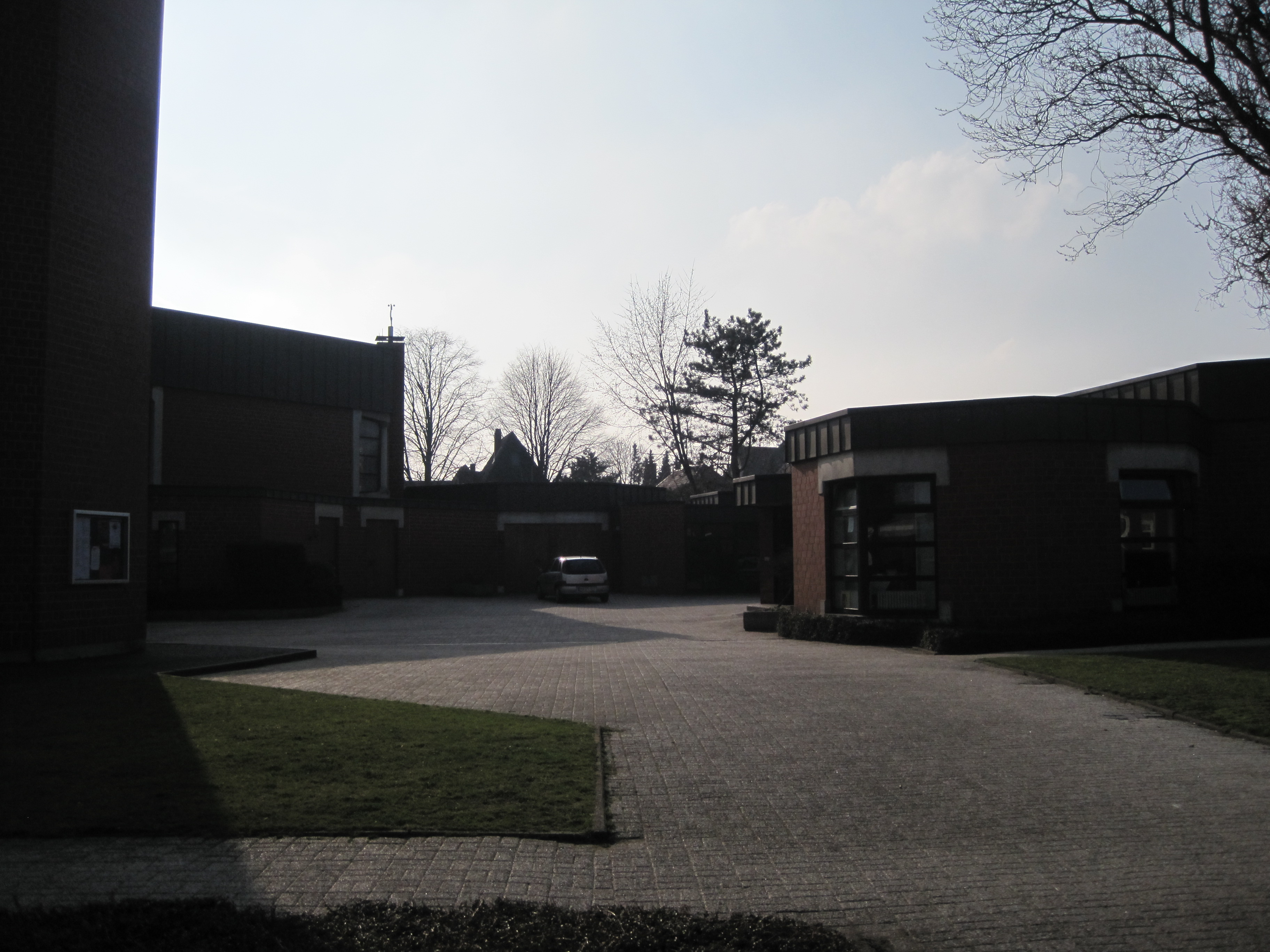
Innenhof.

## Geschichte
Der Bau der Kirche wurde notwendig, als in den 1920er-Jahren die Bevölkerung in Bockum-Hövel, besonders in der Kolonie der Zeche Radbod, rasant anstieg. Die bestehenden katholischen Kirchen, die St.-Pankratius-Kirche und die St.-Stephanus-Kirche, wurden dadurch zu klein. Man dachte zunächst darüber nach, eine große Kirche in der Mitte der Zechenkolonie zu errichten, gab diesen Plan jedoch aus seelsorgerischen Gründen bald wieder auf. Stattdessen wurde der Bau zweier kleinerer Kirchen außerhalb der Zechenkolonie beschlossen.
Die Christus-König-Kirche entstand schließlich an der Eichstedtstraße in Hövel, parallel zur Herz-Jesu-Kirche an der Hammer Straße in Bockum. Zu diesem Zweck wurde zunächst die St.-Pankratius-Gemeinde geteilt. Im südlichen Ortsbereich erfolgte die Einrichtung eines eigenen Seelsorgebezirks, den man „Christus König“ nannte. Der Name wurde gewählt, weil Papst Pius XI. 1925 ein Fest zu Ehren des Königtums Christus gestiftet hatte, das den Aufbruch der Kirche nach dem Ersten Weltkrieg signalisieren sollte. Der Bischof von Münster genehmigte den beiden Pfarrkirche Stephanus und Pankratius die Durchführung einer Haus- und Kirchenkollekte für den Bau der geplanten neuen Kirchgebäude. Schon bald war ein Baufonds in beträchtlicher Höhe zusammengetragen, der den baldigen Baubeginn ermöglichte.
Am 30. Oktober 1927 wurde der Grundstein für das von dem Gelsenkirchener Architekten Josef Franke geplante erste Gotteshaus gelegt. Der Sakralbau konnte am 25. Oktober 1928 durch den Bischof eingeweiht werden. Es handelte sich um ein einfaches Backsteingebäude auf rechteckigem Grundriss mit einem hohen Satteldach, einem einstöckigen, sechzehn Meter hohen Turm an der Schmalseite und eingezogenem rechteckigen Chor im Osten. Der schlichte Kirchensaal öffnete sich zum Altar hin mit einem Triumphbogen. Dieser hatte eine parabolische Form, die einem Streb unter Tage nachempfunden war, schließlich waren die meisten männlichen Gemeindemitglieder Bergleute. Die neue Gemeinde war zunächst Rektoratsgemeinde der St.-Pankratius-Pfarre. Der erste Pfarrrektor trug den Namen Kaup.
Der Kirchbau überstand den Zweiten Weltkrieg im Wesentlichen unbeschadet. Unter Pfarrrektor Wansing wurde die Gemeinde am 1. April 1952 zur Pfarrgemeinde erhoben. Wansing wurde ihr erster Pfarrer. Ihm folgte Pfarrer Hoppe, danach kam Pastor Küper.
Im Laufe der Jahre zeigte sich, dass die Kirche von 1928 erhebliche Baumängel aufwies. So fanden sich zunehmend Risse im Mauerwerk. Auch wurde der Besucherzustrom im Laufe der Jahre immer größer. Deshalb beschloss man schließlich, einen Neubau zu errichten. Architekt Alfons Leitl aus Köln ging 1975 als Sieger aus einem beschränkten Wettbewerb hervor, verstarb aber noch im gleichen Jahr. Die weitere Planung des Neubaus übernahm deshalb Architekt Hans Mirbach aus Münster. Die Kirche wurde auf die andere Straßenseite verlegt. Auf diese Weise war gewährleistet, dass der Altbau bis zur Fertigstellung weitergenutzt werden konnte. 1976 erfolgte die Grundsteinlegung; dieser ist im Fußboden vor der Altarinsel in der neuen Kirche gekennzeichnet. Im Folgejahr, 1977, konnte die Kirche geweiht werden. 1978 wurde dann die alte Kirche abgebrochen.
Christus König ist erheblich niedriger als die etwa ein Jahrzehnt früher entstandenen lichten und hohen Kirchbauten im Hammer Norden, die Kirchen Herz Jesu in Heessen und Maria Königin in Bockum-Hövel. Der auf polygonalem Grundriss errichtete Zentralbau bildet zusammen mit seinen Anbauten für die unterschiedlichen Gemeindezwecke einen zur Beethovenstraße, also nach Osten hin offenen Halbkreis. In seiner Mitte wurde zehn Jahre später, im Jahre 1987, ein alleinstehender, sechseckige Turm von 25,50 Meter Höhe errichtet. Viele Gemeindemitglieder zeigten sich unzufrieden mit dem Flachbau, zu einer richtigen Kirche gehöre auch ein Glockenturm. Der Bau erwies sich als schwierig. Die Arbeiten konnten erst beginnen, nachdem die Maurer das Fundament mit Betonpfeilern gesichert hatten, die bis zu einer Tiefe von zwölf Metern in den Boden getrieben werden mussten.
In Hamm ist die Christus-König-Kirche eines der letzten großen sakralen Bauwerke der katholischen Kirche. Nur eine Kirche ist noch später errichtet worden die Marienkirche in Heessen-Dasbeck. Dass die nötigen Gelder zusammengetragen werden konnten, geht vor allem auf den Einsatz des Pfarrers Franz-Josef Küper zurück, der sich um namhafte Künstler für Bau und Ausgestaltung der Kirche ebenso bemüht hat wie darum, bei seiner durch den Bergbau geprägten Gemeinde mit einem zunehmenden Anteil an Aussiedlern Verständnis für ihr Werk zu wecken.
Vor dem Hintergrund der Veränderungen im kirchlichen Leben und des zunehmenden Priestermangels forderte Bischof Reinhard Lettmann durch Schreiben vom 14. Juni 1999 die Christen im Bistum Münster auf, Kooperationsüberlegungen anzustellen. Die Pfarrgemeinderäte und Kirchenvorstände der vier Bockum-Höveler Pfarrgemeinden traten daraufhin zusammen und verständigten sich auf das Modell „Seelsorgeeinheit“. Dies bedeutet, dass alle Bockum-Höveler Pfarrgemeinden gemeinschaftlich durch ein Seelsorgerteam betreut werden sollten. Der so gegründete neue Seelsorgerat tagte zum ersten Mal am 30. Oktober 2000. Auf diese Weise wollten die vier Gemeinden in enger Kooperation ein Netzwerk bilden, in dem Haupt- und Ehrenamtliche eine offene Kirche leben konnten. Vom 6. und 7. Januar 2001 an wurden die Sonntagsmessen sowohl in der Anzahl als auch im Zeitplan aufeinander abgestimmt.
Zum 1. Januar 2005 wurde die ehemals selbständige Kirchengemeinde Christus König mit den Gemeinden St. Stephanus, Herz Jesu und St. Pankratius zur neuen katholischen Kirchengemeinde Heilig Geist Bockum-Hövel zusammengelegt. Die Auflösung der vier Kirchengemeinden in Bockum-Hövel erfolgte zum 31. Dezember 2004. Neue Pfarrkirche ist St. Pankratius, die anderen Kirchen werden als Filialkirchen genutzt. Dieses gegen Widerstände seitens der traditionell lokalpatriotischen Gemeindemitglieder Bockums und Hövels durchgesetzte Vorgehen war dem Priestermangel, einer drohenden Finanzlücke und einem Schwund an Gläubigen durch Bevölkerungsrückgang und schwindender Kirchenbindung geschuldet.
Heilig Geist hat somit zwischen 12.000 und 13.000 Mitglieder. Pro Woche werden in den Kirchen etwa dreißig Gottesdienste gefeiert. Pfarrer und Hauptamtliche betreiben eine „Seelsorge mit Angesicht“. Rhetorisch ist von den „vier Gemeinden“ der Pfarrei Heilig Geist die Rede, um zu verdeutlichen, dass man sie nicht nur als vier „Bezirke“ einer künstlich geschaffenen Verwaltungseinheit betrachtet.

## Bauzustand und Ausstattung
Gemäß den Planungen der Architekten Leitl und Mirbach ist ein nach außen vielgestaltiger, wenig hoher Klinkerbau unter einem durchweg flachen Dach entstanden. Dieses steigt nur im Altarbereich leicht an, d. h. über der nach Westen reichenden stumpfen Spitze. Von dort aus breitet sich der Gemeinderaum flügelartig im Halbkreis nach Südosten bzw. Nordwesten aus. Die Wand, die nach Nordosten hin abschließt, öffnet sich mit einer Flügeltür zu einem achteckigen Agape-Raum, der kleineren Gottesdiensten dient. Darüber hinaus finden sich hinter den Abschlusswänden Nebengelasse, die für Eingangsbereich, Sakristei und Beichtraum notwendig sind. Das Gebäude fällt durch seine Ungleichförmigkeit auf. Es gibt kaum eine Wand, die gleich lang ist oder in die gleiche Richtung zeigt wie eine andere. Dadurch wird jeder Winkel in der Wandführung durch vom Boden bis zur Decke reichende Fensterstreifen gewissermaßen „entmaterialisiert“. Es gestaltete sich entsprechend schwierig, den Raum einladend zu gestalten, weshalb man auf die Werke namhafter Künstler zurückgegriffen hat.
Tonangebend ist hier Rolf Crummenauer aus Düsseldorf. Dieser hat wiederholt in Westfalen gearbeitet. So hat er den Altar- und Kryptabereich in der St.-Ida-Kirche in Herzfeld neu gefasst, Arbeiten im Ludgerus-Dom in Billerbeck durchgeführt und das Kardinal-von-Galen-Grab im Chorumgang des Doms zu Münster gestaltet. Durch Crummenauer wurden die Bänke im gewünschten Halbrund angeordnet, so dass Gemeinschaft symbolisiert wird, aber jeder auch für sich sein kann. Ein breiter Weg führt in der Achse des Gebäudes mitten durch die Bankblöcke auf die Altarinsel zu. Er endet mit dem vor der Altarinsel eingelassenen Grundstein und beginnt an dem von Crummenauer gestalteten Taufbrunnen. Bei diesem besteht die Besonderheit, dass das Wasser im Stein versiegt und nicht abgelassen oder abgeschöpft werden muss. Der Taufbereich wird von einer nebenan stehenden, streng gearbeiteten Holzfigur beschirmt. Diese zeigt Barbara von Nikomedien, die als heilige Barbara als Schutzpatronin der Bergleute gilt. Ziel des Mittelgangs ist die um wenige Stufen inselartig erhöhte Plattform, auf der sich ein Zelebrationsaltar aus geschliffenem Anröchter Dolomit befindet. Südlich davon findet sich der Ambo, nördlich eine Säule, wo sich eine vom Bildhauer Elmar Hillebrand aus Köln gearbeitete Madonna aus dem gleichen Anröchter Stein befindet. Vor einem senkrecht vom Boden zur Decke reichenden schmalen Fensterschlitz hinter dem Altartisch steht ein hoher Tabernakel, rechts daneben das Altarkreuz, das noch der alten Kirche entstammt. Als Zentrum der sich versammelnden Gemeinde hat der für Verkündigung und Opferhandlung herausgehobene Ort eine ungewöhnliche, aber überzeugend wirkende künstlerische Gestaltung erhalten. In diese fügen sich Sedilien ein, die von einem Gemeindemitglied gefertigt worden sind.
An der linken, südöstlichen Seite des Gebäudes befindet sich eine lange Wand, die von einer Nische unterbrochen wird. In dieser befindet sich über einem Brunnen mit Waschbecken eine eindrucksvolle Pietà von Hillebrand. In der äußersten südöstlichen Ecke des Kirchbaus steht die große Orgel in einem modernen Stahl-Glasgehäuse. Sie wurde 1984 von der Firma Franz Breil aus Dorsten aufgestellt.
Die vom Boden bis zur Decke reichenden schmalen Fenster wurden von dem Glasmaler Ludwig Schaffrath entworfen und bei der Firma Blaskunst Klinge in Rheine gefertigt. Sie erhellen den schlichten, bis ins Detail aufeinander abgestimmten Raum. Die leicht ansteigende Decke mit den darüber verteilten Lampen führt auf den Altarbereich hin, der zusätzlich durch einige in das Dach eingelassene Lichtkuppeln beleuchtet wird. Die Fenster sind im flachen Winkel mit einem Pfeiler in der Mitte gebrochen und kennzeichnen jeweils eine Wendung der Außenwände. Eine weitere Besonderheit sind die Fensterbänder mit ihren zur Seite hin immer enger zueinandergerückten bleigefassten Scheiben. Jeder Anflug von Regelmäßigkeit wird gelegentlich durch Schleifen und Haken unterbrochen. Die Führung und Qualität des Lichts werden damit mit dem Ziel gesteigert, Ruhe und Konzentration zu fördern, ohne dass dies aufdringlich wirken würde.

### Glocken
1935 wurde ein erstes Geläut angeschafft, das aus drei Glocken bestand (wahrscheinlich fis1 - a1 - h1). Zwei große Glocken wurden dann im Zweiten Weltkrieg vernichtet. 1951 erhielt man Ersatzglocken, die man bis zur Errichtung des neuen Turms von 1987 im Pfarrgarten lagerte und 1988 aufhängte. 1991 wurde eine große d1-Glocke angeschafft. Zwei Uhrschlagglocken von 1956 und 1995 traten an die Stelle älterer Schlagglocken aus Zinklegierung.
- 1991 Petit & Gebr. Edelbrock, Ton d´-6, Durchmesser 1383 mm, Gewicht ungefähr 1650 kg
- 1951 Petit & Gebr. Edelbrock, Ton fis´ -5, Durchmesser 1091 mm, Gewicht ungefähr 830 kg
- 1951 Petit & Gebr. Edelbrock, Ton a´ -5, Durchmesser 900 mm, Gewicht ungefähr 470 kg
- 1935 Petit & Gebr. Edelbrock, Ton h´ -5, Durchmesser 803 mm, Gewicht ungefähr 330 kg
- 1956 Petit & Gebr. Edelbrock, Ton d´´ -1, Durchmesser 660 mm, Gewicht ungefähr 150 kg
- 1995 Petit & Gebr. Edelbrock, Ton g´´ -5, Durchmesser 520 mm, Gewicht ungefähr 90 kg

### Orgel
Erbauer: Orgelbauwerkstatt Franz Breil
Disposition (II/P/22):
| I Hauptwerk C–g3 |             |      |
| 1.               | Prinzipal   | 8′   |
| 2.               | Rohrflöte   | 8′   |
| 3.               | Gamba       | 8′   |
| 4.               | Oktave      | 4′   |
| 5.               | Rohrflöte   | 4′   |
| 6.               | Sesquialter | 2 f. |
| 7.               | Gemshorn    | 2′   |
| 8.               | Mixtur      | 5 f. |
| 9.               | Trompete    | 8´   |
| 10.              | Tremulant   |      |

| II Oberwerk C–g3 |              |         |
| 11.              | Hohlflöte    | 8′      |
| 12.              | Koppelflöte  | 4′      |
| 13.              | Salicional   | 4′      |
| 14.              | Prinzipal    | 2′      |
| 15.              | Sifflöte     | 1 ⁄3′   |
| 16.              | Scharff      | 3 f. 1′ |
| 17.              | Rohrschalmey | 8′      |
| 18.              | Tremulant    | 8′      |
|                  |              |         |
|                  |              |         |

| III Pedal C–f1 |            |            |
| 19.            | Subbass    | 16′        |
| 20.            | Offenbass  | 8′         |
| 24.            | Gedackt    | 8′         |
| 25.            | Choralbass | 4′         |
| 26.            | Rauschpf.  | 4 f. 2 ⁄3′ |
| 27.            | Fagott     | 16′        |

- Koppeln: II/I, I/P, II/P
- Spielhilfen: 2 freie Kombinationen, 1 Pedalkombination, Pleno, Handregister